# The Good Driver
The Good Driver är en finländsk och svensk dramafilm från 2022 med svensk biopremiär 19 maj 2023. Filmen är regisserad av Tonislav Hristov. För manus svarar Hristov, Kaarle Aho och Konstantin Bojanov.

## Handling
Filmen kretsar kring taxichauffören Ivan som arbetar på en bulgarisk turistort vid Svarta havet. I samband med att sonen, som bor i Finland, ska fylla 18 år planerar Ivan återvända till Finland. Den lokala maffian sätter käppar i hjulet och han blir inblandad i en verksamhet han inte vill vara med i.

## Rollista (i urval)
- Malin Krastev
- Slava Doycheva
- Alma Pöysti
- Eero Milonoff